# کالورت (آلاباما)
کالورت (به انگلیسی: Calvert) شهرکی در شهرستان واشینگتن ایالت آلاباما است که مساحت آن ۸٫۹۷ کیلومترمربع است و در سرشماری سال ۲۰۱۰ میلادی، ۲۷۷ نفر جمعیت داشته و تراکم جمعیتی آن، ۳۰٫۸۸ در کیلومترمربع بوده‌است.